# Aranzazú Yankovic
Aranzazú Rocío Yankovic Canales (Madrid, 2 de abril de 1975) es una actriz chilena de teatro, cine y televisión, directora teatral y creadora del minor de teatro de la Universidad Adolfo Ibáñez, donde trabajó hasta 2013.
Ingresó a estudiar Artes escénicas en la Escuela de Teatro de la  Pontificia Universidad Católica de Chile (PUC). Egresó en 1996.

## Filmografía

### Películas
| Películas | Películas        | Películas                | Películas     |
| Año       | Título           | Rol                      | Director      |
| --------- | ---------------- | ------------------------ | ------------- |
| 2011      | Que pena tu boda | Actriz en obra de teatro | Nicolas López |
| 2015      | Alma             | Ex compañera de colegio  | Diego Rougier |

### Telenovelas
| Teleseries | Teleseries         | Teleseries                 | Teleseries |
| Año        | Teleserie          | Rol                        | Canal      |
| ---------- | ------------------ | -------------------------- | ---------- |
| 1996       | Adrenalina         | Sandra Villagra            | Canal 13   |
| 1997       | Playa salvaje      | Esperanza Araneda          | Canal 13   |
| 1998       | Marparaíso         | Florencia Alonso           | Canal 13   |
| 2001       | Corazón pirata     | Laura Condell              | Canal 13   |
| 2003       | Machos             | Úrsula Villavicencio       | Canal 13   |
| 2004-2005  | Tentación          | Cecilia Donoso             | Canal 13   |
| 2007-2008  | Lola               | Soledad Gallegos           | Canal 13   |
| 2009       | Corazón rebelde    | Josefina "Pepa" Hormazábal | Canal 13   |
| 2012       | Soltera otra vez   | Camila Montes              | Canal 13   |
| 2013-2014  | Soltera otra vez 2 | Camila Montes              | Canal 13   |
| 2014-2015  | Chipe libre        | Andrea                     | Canal 13   |

### Series de televisión
- Fragmentos urbanos (2002) como Alejandra.
- La vida es una lotería (2002) como Camila.
- Más que amigos (2002) como Tita.
- Los simuladores (2005) como Gianina Mazán.

## Programas de televisión
- Sin Dios ni late (Zona Latina, 2012) - Invitada
- Pareja perfecta (Canal 13, 2012) - Invitada
- Bienvenidos (Canal 13, 2012) - Invitada
- Zona de estrellas (Zona Latina, 2012) - Invitada
- La divina comida (Chilevisión), (2016) - Participante anfitriona

## Teatro
- Las tres hermanas[4] (2001)
- El rey Lear (2004)
- El jardín de los cerezos[5] (2007)
- Idea para una historia de violencia[6] (2007)
- Acassuso[7] (2009)
- Prometeo[8] (2011)
- La duda[9] (2012)